# Lossinia
Lossinia ist eine ausgestorbene Tiergattung unsicherer taxonomischer Zuordnung, die im Ediacarium lebte. Sie ist wahrscheinlich in den Stamm der Proarticulata einzureihen.

## Beschreibung
Fossilien von Lossinia sind von kleiner, ovaler Gestalt. Ihre Länge schwankt zwischen 3,2 und 8,4 Millimeter, ihre Breite zwischen 1,8 und 4,7 Millimeter. Der Körper lässt sich in einen auffallenden, halbkreisförmigen Kopfschildbereich und eine langgezogenen, in Segmente unterteilten Rumpf unterteilen. Der gesamte Kopfbereich und der zentrale Achsenbereich des Rumpfes sind von kleinen Tuberkeln übersät, die in Achsennähe die zugrundeliegende Segmentierung des Fossils kaschieren. Wie bei anderen Proarticulata dürfte es sich auch bei  den Segmenten Lossinias um Isomere handeln. Der charakteristische, mit Tuberkeln bedeckte Kopfschild kennzeichnet kleine Vertreter der Proarticulata wie beispielsweise Onega und Archaeaspinus sowie das vollkommen unsegmentierte und vollständig mit Tuberkeln überzogene Taxon Armillifera.

## Vorkommen
Die Fossilien von Lossinia stammen aus der Verchowka-Formation  und aus der Jorga-Formation des nordrussischen Ediacariums (Vendiums).

## Taxonomie
Lossinia und Lossinia lissetskii wurden im Jahr 2007 von Andrei Jurjewitsch Iwanzow erstmals wissenschaftlich beschrieben. Die Gattungsbezeichnung Lossinia leitet sich von dem in der Nähe der Typlokalität gelegenen Sumpf Lossinoje ab (Simni Bereg, russische Weißmeerküste, Oblast Archangelsk). Das russische Wort Lossinoje stammt von лось, was Elch bedeutet. Der Artname lissetskii ehrt den ehemaligen Wärter des Simnegorski-Leuchtturms Waleri S. Lissezki.